# Университет штата Минас-Жерайс
Университет штата Минас-Жерайс (порт. Universidade do Estado de Minas Gerais, UEMG) — высшее учебное заведение со штаб-квартирой в городе Белу-Оризонти.
Университет штата Минас-Жерайс входит в тройку крупнейших университетов штата Минас-Жерайс и уступает только Федеральному университету Минас-Жерайса и Федеральному университету Уберландии.
Университет был основан в 1989 году в столице штата Минас-Жерайс городе Белу-Оризонти. Помимо Белу-Оризонти, кампусы ВУЗа распределены по нескольким другим населённым пунктам штата, среди которых: Барбасена, Кампаньян, Карангола, Диамантина, Дивинополис, Ибирите, Итиютаба, Фрутал, Жуан-Монлевади, Леопольдина, Пасос, Посус-ди-Калдас и Уба.